# 4 × 100 meter estafette
Bij de 4 × 100 m estafette brengt een team van vier atleten, die opeenvolgend elk 100 m lopen, zo snel mogelijk een stok van start tot finish. Niet de atleet, maar de stok wordt geklokt. De stok van minstens 50 g heeft een diameter van 3,8–4 cm, een lengte van 28–30 cm en is vervaardigd uit één stuk hout of metaal. De estafette voor mannen stond tijdens de Olympische Spelen van 1912 in Stockholm voor het eerst op het programma; de eerste Olympische 4 × 100 m estafette voor vrouwen werd in 1928 in Amsterdam gelopen.

## De race
De loper met een snelle start, start als eerste, de tweede loper loopt het eerste rechte stuk, de derde loper moet een bocht lopen, de loper met een sterke finish is de vierde en laatste loper. De stok dient in een aflossingszone van 20 m te worden doorgegeven, deze aflossingszone wordt voorafgegaan door een aanloopzone van 10 m. De teamleden dienen in hun baan te blijven, opdat andere teams niet worden gehinderd. Er is een tweetal manieren waarop de stok kan worden doorgegeven: de aangever kan de stok met een neerwaartse beweging in de hand van de aannemer leggen, deze techniek wordt echter meestal op de 4 × 400 meter estafette gebruikt en heet de Amerikaanse greep; bij de 4 × 100 m estafette wordt veelal de, snellere maar risicovollere, Franse greep gehanteerd, waarbij de aangever de stok in een opwaartse beweging in de hand van de aannemer plaatst. Wanneer de aangever de aanloopzone nadert, begint de aannemer reeds te lopen. Wanneer ze beiden in de aflossingszone zijn mag de stok worden doorgegeven. Wisselen voor de aflossingszone (in de aanloopzone) of na de aflossingszone leidt tot diskwalificatie.

## Wereldrecord
Het wereldrecord bij de mannen staat met 36,84 s op naam van een team uit Jamaica dat bestond uit: Nesta Carter, Michael Frater, Yohan Blake en slotloper Usain Bolt en werd gelopen op de Olympische Zomerspelen 2012 in Londen.
Het wereldrecord bij de vrouwen staat sinds 2012 met 40,82 s op naam van een team uit de Verenigde Staten dat bestond uit: Tianna Madison, Allyson Felix, Bianca Knight en Carmelita Jeter, verwezenlijkt op de Olympische Spelen van 2012 in Londen.
Het wereldrecord op de 4 × 100 m estafette is lager dan het wereldrecord op de 100 m sprint vermenigvuldigd met 4. Dit omdat de atleten al op snelheid zijn wanneer de stok wordt doorgegeven en niet, zoals in het geval van de individuele sprint, vanuit stilstand moeten starten. Vier snelle sprinters staat niet per definitie garant voor een geslaagde 4 × 100 m estafetterace, omdat de snelheid waarmee de stok wordt doorgegeven van cruciaal belang is voor een goede eindtijd. Estafettelopers dienen veel met elkaar te trainen om op elkaar ingespeeld te raken.

## Wereldrecordontwikkeling

### Mannen
| Tijd (sec.)  | Team                                                                    | Datum      | Plaats      |
| ------------ | ----------------------------------------------------------------------- | ---------- | ----------- |
| 42,3         | Duitsland                                                               | 08.07.1912 | Stockholm   |
| 42,3         | Otto Röhr, Erwin Kern, Max Herrmann, Richard Rau                        |            |             |
| 42 1/5       | Verenigde Staten                                                        | 22.08.1920 | Antwerpen   |
| 42 1/5       | Charlie Paddock, Jackson Scholz, Loren Murchison, Morris Kirksey        |            |             |
| 42,0         | Verenigd Koninkrijk                                                     | 12.07.1924 | Parijs      |
| 42,0         | Harold Abrahams, Walter Rangeley, Lancelot Royle, William Nichol        |            |             |
| 42,0         | Nederland                                                               | 12.07.1924 | Parijs      |
| 42,0         | Jaap Boot, Harry Broos, Jan de Vries, Rinus van den Berge               |            |             |
| 41,0         | Verenigde Staten                                                        | 13.07.1924 | Parijs      |
| 41,0         | Frank Hussey, Louis Clarke, Loren Murchison, Al Leconey                 |            |             |
| 41,0 y       | Newark AC (US)                                                          | 04.07.1927 | Lincoln     |
| 41,0 y       | Chester Bowman, John Currie, James Pappas, Henry Cummings               |            |             |
| 41,0         | Eintracht Frankfurt                                                     | 10.06.1928 | Halle       |
| 41,0         | Ernst Geerling, Friedrich-Wilhelm Wichmann, Adolf Metzner, Hans Salz    |            |             |
| 41,0         | Verenigde Staten                                                        | 05.08.1928 | Amsterdam   |
| 41,0         | Frank Wykoff, James Quinn, Charles Borah, Henry Russell                 |            |             |
| 40,8         | Duitsland                                                               | 02.09.1928 | Berlijn     |
| 40,8         | Arthur Jonath, Richard Corts, Hubert Houben, Helmut Körnig              |            |             |
| 40,8         | SC Charlottenburg                                                       | 22.07.1929 | Wrocław     |
| 40,8         | Helmut Körnig, Wilhelm Grosser, Alex Nathan, Hermann Schlöske           |            |             |
| 40,8 y       | University of Southern California (US)                                  | 09.05.1931 | Fresno      |
| 40,8 y       | Roy Delby, Milton Maurer, Maurice Guyer, Frank Wykoff                   |            |             |
| 40,6         | Duitsland                                                               | 14.06.1932 | Kassel      |
| 40,6         | Helmut Körnig, Georg Lammers, Erich Borchmeyer, Arthur Jonath           |            |             |
| 40,0 (40,10) | Verenigde Staten                                                        | 07.08.1932 | Los Angeles |
| 40,0 (40,10) | Robert Kiesel, Emmett Toppino, Hector Dyer, Frank Wykoff                |            |             |
| 39,8         | Verenigde Staten                                                        | 09.08.1936 | Berlijn     |
| 39,8         | Jesse Owens, Ralph Metcalfe, Foy Draper, Frank Wykoff                   |            |             |
| 39,5 (39,60) | Verenigde Staten                                                        | 01.12.1956 | Melbourne   |
| 39,5 (39,60) | Ira Murchison, Leamon King, Thane Baker, Bobby Joe Morrow               |            |             |
| 39,5         | West-Duitsland                                                          | 29.08.1958 | Keulen      |
| 39,5         | Manfred Steinbach, Martin Lauer, Heinz Fütterer, Manfred Germar         |            |             |
| 39,5         | West-Duitsland                                                          | 07.09.1960 | Rome        |
| 39,5         | Bernd Cullmann, Armin Hary, Walter Mahlendorf, Martin Lauer             |            |             |
| 39,5         | West-Duitsland                                                          | 08.09.1960 | Rome        |
| 39,5         | Bernd Cullmann, Armin Hary, Walter Mahlendorf, Martin Lauer             |            |             |
| 39,1         | Verenigde Staten                                                        | 15.06.1961 | Moskou      |
| 39,1         | Hayes Jones, Francis Budd, Charles Frazier, Otis Drayton                |            |             |
| 39,0 (39,06) | Verenigde Staten                                                        | 21.10.1964 | Tokio       |
| 39,0 (39,06) | Otis Drayton, Gerald Ashworth, Richard Stebbins, Bob Hayes              |            |             |
| 38,6 y       | University of Southern California (US)                                  | 17.06.1967 | Provo       |
| 38,6 y       | Earl McCullouch, Fred Kuller, O.J. Simpson, Lennox Miller               |            |             |
| 38,6 (38,65) | Jamaica                                                                 | 19.10.1968 | Mexico-Stad |
| 38,6 (38,65) | Erroll Stewart, Michael Fray, Clifton Forbes, Lennox Miller             |            |             |
| 38,3 (38,39) | Jamaica                                                                 | 19.10.1968 | Mexico-Stad |
| 38,3 (38,39) | Erroll Stewart, Michael Fray, Clifton Forbes, Lennox Miller             |            |             |
| 38,2 (38,24) | Verenigde Staten                                                        | 20.10.1968 | Mexico-Stad |
| 38,2 (38,24) | Charles Greene, Mel Pender, Ronnie Ray Smith, Jim Hines                 |            |             |
| 38,2 (38,19) | Verenigde Staten                                                        | 10.09.1972 | München     |
| 38,2 (38,19) | Larry Black, Robert Taylor, Gerry Tinker, Eddie Hart                    |            |             |
| 38,03        | Verenigde Staten                                                        | 03.10.1977 | Düsseldorf  |
| 38,03        | William Collins, Steven Riddick, Cliff Wiley, Steve Williams            |            |             |
| 37,86        | Verenigde Staten                                                        | 10.08.1983 | Helsinki    |
| 37,86        | Emmit King, Willie Gault, Calvin Smith, Carl Lewis                      |            |             |
| 37,83        | Verenigde Staten                                                        | 11.08.1984 | Los Angeles |
| 37,83        | Sam Graddy, Ron Brown, Calvin Smith, Carl Lewis                         |            |             |
| 37,79        | Frankrijk                                                               | 01.10.1990 | Split       |
| 37,79        | Max Morinière, Daniel Sangouma, Jean-Charles Trouabal, Bruno Marie-Rose |            |             |
| 37,67        | Verenigde Staten                                                        | 07.08.1991 | Zürich      |
| 37,67        | Mike Marsh, Leroy Burrell, Dennis Mitchell, Carl Lewis                  |            |             |
| 37,50        | Verenigde Staten                                                        | 01.09.1991 | Tokio       |
| 37,50        | Andre Cason, Leroy Burrell, Dennis Mitchell, Carl Lewis                 |            |             |
| 37,40        | Verenigde Staten                                                        | 08.08.1992 | Barcelona   |
| 37,40        | Mike Marsh, Leroy Burrell, Dennis Mitchell, Carl Lewis                  |            |             |
| 37,40        | Verenigde Staten                                                        | 21.10.1993 | Stuttgart   |
| 37,40        | Jon Drummond, Andre Cason, Dennis Mitchell, Leroy Burrell               |            |             |
| 37,04        | Jamaica                                                                 | 04.09.2011 | Daegu       |
| 37,04        | Nesta Carter, Michael Frater, Yohan Blake, Usain Bolt                   |            |             |
| 36,84        | Jamaica                                                                 | 11.08.2012 | Londen      |
| 36,84        | Nesta Carter, Michael Frater, Yohan Blake, Usain Bolt                   |            |             |

### Vrouwen
| Tijd (sec.)        | Team                                                                                   | Datum      | Plaats            |
| ------------------ | -------------------------------------------------------------------------------------- | ---------- | ----------------- |
| 53,8 y*            | Leonia High School (US)                                                                | 1922       | Oaksmere          |
| 53,8 y*            | (onbekend)                                                                             |            |                   |
| 53 1/5*            | Tsjecho-Slowakije                                                                      | 21.05.1922 | Parijs            |
| 53 1/5*            | Marie Mejzliková I, Marie Bakovská, Marie Jirásková I, Marie Mejzliková II             |            |                   |
| 51 2/5* (51 4/5 y) | Verenigd Koninkrijk                                                                    | 20.08.1922 | Parijs            |
| 51 2/5* (51 4/5 y) | Mary Lines, Daisy Leach, Gwendoline Porter, Nora Callebout                             |            |                   |
| 51,0 y*            | George School (US)                                                                     | 1924       | Georgetown        |
| 51,0 y*            | Starks, Kennedy, Foots, Vaughan (voornamen onbekend)                                   |            |                   |
| 50 2/5*            | Berliner Sport-Club (Duitsland)                                                        | 11.07.1926 | Keulen            |
| 50 2/5*            | Lilli Henoch, Charlotte Köhler, Gerda Pöting, Cläre Voss                               |            |                   |
| 49 4/5y*           | Verenigd Koninkrijk                                                                    | 29.08.1926 | Göteborg          |
| 49 4/5y*           | Doris Scoular, Florence Haynes, Eileen Edwards, Rose Thompson                          |            |                   |
| 50,0*              | Viktoria Magdeburg                                                                     | 07.08.1927 | Wrocław           |
| 50,0*              | Anneliese Jacke, Hellmann, Rose Drieling, Ilse Drieling                                |            |                   |
| 50,0*              | Linnets Saint-Maur                                                                     | 15.07.1928 | Parijs            |
| 50,0*              | Georgette Gagneux, Lucienne Velu, Simone Varnier, Marguerite Radideau                  |            |                   |
| 49 4/5*            | TSV München 1860                                                                       | 15.07.1928 | Berlijn           |
| 49 4/5*            | Rosa Kellner, Luise Holzer, Agathe Karrer, Lisa Gelius                                 |            |                   |
| 48 2/5*            | Canada                                                                                 | 04.08.1928 | Amsterdam         |
| 48 2/5*            | Bobby Rosenfeld, Ethel Smith, Jane Bell, Myrtle Cook                                   |            |                   |
| 49,0               | Eintracht Frankfurt                                                                    | 30.06.1929 | Mannheim          |
| 49,0               | Ottilie Fleischer, Detta Lorenz, Emmy Haux, Köhler                                     |            |                   |
| 49,0*              | TSV München 1860                                                                       | 21.07.1929 | Frankfurt am Main |
| 49,0*              | Rosa Kellner, Luise Holzer, Agathe Karrer, Lisa Gelius                                 |            |                   |
| 48,8*              | TSV München 1860                                                                       | 20.07.1930 | Neurenberg        |
| 48,8*              | Rosa Kellner, Luise Holzer, Agathe Karrer, Lisa Gelius                                 |            |                   |
| 46,9*              | Verenigde Staten                                                                       | 07.08.1932 | Los Angeles       |
| 46,9*              | Mary Carew, Evelyn Furtsch, Annette Rogers, Wilhelmina von Bremen                      |            |                   |
| 46,5*              | Duitsland                                                                              | 21.06.1936 | Keulen            |
| 46,5*              | Emmy Albus, Käthe Krauß, Marie Dollinger, Grete Winkels                                |            |                   |
| 46,1 (46,23)       | Australië                                                                              | 27.07.1952 | Helsinki          |
| 46,1 (46,23)       | Shirley Strickland, Verna Johnston, Winsome Cripps, Marjorie Jackson                   |            |                   |
| 45,9 (46,14)       | Verenigde Staten                                                                       | 27.07.1952 | Helsinki          |
| 45,9 (46,14)       | Mae Faggs, Barbara Jones, Janet Moreau, Catherine Hardy                                |            |                   |
| 45,9 (46,18)       | West-Duitsland                                                                         | 27.07.1952 | Helsinki          |
| 45,9 (46,18)       | Ursula Knab, Maria Sander, Helga Klein, Marga Petersen                                 |            |                   |
| 45,6               | Sovjet-Unie                                                                            | 20.09.1953 | Boedapest         |
| 45,6               | Vera Kalaschnikowa, Sinaida Safronowa, Nadeschda Chnykina (Dwalischwili), Irina Turowa |            |                   |
| 45,6               | Sovjet-Unie                                                                            | 11.09.1955 | Moskou            |
| 45,6               | Lidia Polinitschenko, Galina Popova, Sinaida Safronowa, Maria Itkina                   |            |                   |
| 45,2               | Sovjet-Unie                                                                            | 27.07.1956 | Kiev              |
| 45,2               | Vera Kalaschnikowa (Krepkina), Galina Popova, Sinaida Safronowa, Maria Itkina          |            |                   |
| 45,2               | Duitse Democratische Republiek                                                         | 29.07.1956 | Rostock           |
| 45,2               | Gisela Henning, Christa Stubnick, Gisela Köhler, Barbara Mayer                         |            |                   |
| 45,1               | Duitse Democratische Republiek/ West-Duitsland                                         | 30.09.1956 | Dresden           |
| 45,1               | Erika Fisch, Christa Stubnick, Gisela Köhler, Barbara Mayer                            |            |                   |
| 44,9 (45,00)       | Australië                                                                              | 01.12.1956 | Melbourne         |
| 44,9 (45,00)       | Shirley Strickland, Norma Croker, Fleur Mellor, Betty Cuthbert                         |            |                   |
| 44,9 (45,07)       | Duitse Democratische Republiek/ West-Duitsland                                         | 01.12.1956 | Melbourne         |
| 44,9 (45,07)       | Maria Sander, Christa Stubnick, Gisela Köhler, Barbara Mayer                           |            |                   |
| 44,5 (44,65)       | Australië                                                                              | 01.12.1956 | Melbourne         |
| 44,5 (44,65)       | Shirley Strickland, Norma Croker, Fleur Mellor, Betty Cuthbert                         |            |                   |
| 44,4 (44,51)       | Verenigde Staten                                                                       | 07.09.1960 | Rome              |
| 44,4 (44,51)       | Martha Hudson, Lucinda Williams, Barbara Jones, Wilma Rudolph                          |            |                   |
| 44,3               | Verenigde Staten                                                                       | 15.07.1961 | Moskou            |
| 44,3               | Willye White, Ernestine Pollards, Vivianne Brown, Wilma Rudolph                        |            |                   |
| 43,9 (43,92)       | Verenigde Staten                                                                       | 21.10.1964 | Tokio             |
| 43,9 (43,92)       | Willye White, Wyomia Tyus, Marilyn White, Edith McGuire                                |            |                   |
| 43,9 A             | Sovjet-Unie                                                                            | 16.08.1968 | Leninakan         |
| 43,9 A             | Lilia Tkatschenko, Galina Bucharina, Vera Popkowa, Ludmila Samotjosowa                 |            |                   |
| 43,6 A             | Sovjet-Unie                                                                            | 27.09.1968 | Mexico-Stad       |
| 43,6 A             | Ludmila Scharkowa, Galina Bucharina, Vera Popkowa, Ludmila Samotjosowa                 |            |                   |
| 43,4 (43,50) A     | Verenigde Staten                                                                       | 19.10.1968 | Mexico-Stad       |
| 43,4 (43,50) A     | Barbara Ferrell, Margaret Bailes, Mildrette Netter, Wyomia Tyus                        |            |                   |
| 43,4 (43,49) A     | Nederland                                                                              | 19.10.1968 | Mexico-Stad       |
| 43,4 (43,49) A     | Wilma van den Berg, Mieke Sterk, Truus Hennipman, Corrie Bakker                        |            |                   |
| 42,8 (42,88) A     | Verenigde Staten                                                                       | 20.10.1968 | Mexico-Stad       |
| 42,8 (42,88) A     | Barbara Ferrell, Margaret Bailes, Mildrette Netter, Wyomia Tyus                        |            |                   |
| 42,8 (42,81)       | West-Duitsland                                                                         | 10.09.1972 | München           |
| 42,8 (42,81)       | Christiane Krause, Ingrid Mickler, Annegret Richter, Heide Rosendahl                   |            |                   |
| 42,6               | Duitse Democratische Republiek                                                         | 01.09.1973 | Potsdam           |
| 42,6               | Petra Kandarr, Renate Stecher, Christina Heinich, Doris Maletzki                       |            |                   |
| 42,6               | Duitse Democratische Republiek                                                         | 24.08.1974 | Berlijn           |
| 42,6               | Doris Maletzki, Renate Stecher, Christina Heinich, Bärbel Eckert                       |            |                   |
| 42,51              | Duitse Democratische Republiek                                                         | 08.09.1974 | Rome              |
| 42,51              | Doris Maletzki, Christina Heinich, Bärbel Eckert, Renate Stecher                       |            |                   |
| 42,50              | Duitse Democratische Republiek                                                         | 29.05.1976 | Chemnitz          |
| 42,50              | Carla Bodendorf, Marlies Göhr, Martina Blos, Renate Stecher                            |            |                   |
| 42,27              | Duitse Democratische Republiek                                                         | 19.08.1978 | Potsdam           |
| 42,27              | Monika Hamann, Marlies Göhr (Oelsner), Carla Bodendorf, Johanna Klier                  |            |                   |
| 42,10              | Duitse Democratische Republiek                                                         | 10.06.1979 | Chemnitz          |
| 42,10              | Marita Koch, Ingrid Auerswald, Romy Schneider, Marlies Göhr                            |            |                   |
| 42,09              | Duitse Democratische Republiek                                                         | 09.07.1980 | Berlijn           |
| 42,09              | Ingrid Auerswald, Romy Schneider, Marlies Göhr, Christina Brehmer                      |            |                   |
| 41,85              | Duitse Democratische Republiek                                                         | 13.07.1980 | Potsdam           |
| 41,85              | Marlies Göhr, Ingrid Auerswald, Bärbel Wöckel, Romy Müller (Schneider)                 |            |                   |
| 41,60              | Duitse Democratische Republiek                                                         | 01.08.1980 | Moskou            |
| 41,60              | Marlies Göhr, Romy Müller, Ingrid Auerswald, Bärbel Wöckel                             |            |                   |
| 41,53              | Duitse Democratische Republiek                                                         | 31.07.1983 | Berlijn           |
| 41,53              | Silke Gladisch, Marlies Göhr, Marita Koch, Ingrid Auerswald                            |            |                   |
| 41,37              | Duitse Democratische Republiek                                                         | 06.10.1985 | Canberra          |
| 41,37              | Silke Gladisch, Sabine Günther, Ingrid Auerswald, Marlies Göhr                         |            |                   |
| 40,82              | Verenigde Staten                                                                       | 10.08.2012 | Londen            |
| 40,82              | Tianna Madison, Allyson Felix, Bianca Knight, Carmelita Jeter                          |            |                   |

## Continentale records
| Continent                | Geslacht | Prestatie  | Atleet                                                                              | Land                           | Datum            | Plaats    |
| ------------------------ | -------- | ---------- | ----------------------------------------------------------------------------------- | ------------------------------ | ---------------- | --------- |
| Afrika                   | M        | 37,65      | Thando Dlodlo, Simon Magakwe, Clarence Munyai, Akani Simbine                        | RSA                            | 4 oktober 2019   | Doha      |
| Afrika                   | V        | 41,90      | Murielle Ahouré-Demps, Marie-Josée Ta Lou, Jessika Gbai, Maboundou Koné             | CIV                            | 23 augustus 2023 | Boedapest |
| Noord- en Midden-Amerika | M        | 36,84 (WR) | Nesta Carter, Michael Frater, Yohan Blake, Usain Bolt                               | JAM                            | 11 augustus 2012 | Londen    |
| Noord- en Midden-Amerika | V        | 40,82 (WR) | Tianna Bartoletta, Allyson Felix, Bianca Knight, Carmelita Jeter                    | USA                            | 10 augustus 2012 | Londen    |
| Zuid-Amerika             | M        | 37,72      | Rodrigo do Nascimento, Vitor Hugo dos Santos, Derick Silva, Paulo André de Oliveira | BRA                            | 5 oktober 2019   | Doha      |
| Zuid-Amerika             | V        | 42,29      | Evelyn dos Santos, Ana Claudia Silva, Franciela Krasucki, Rosângela Santos          | BRA                            | 18 augustus 2013 | Moskou    |
| Azië                     | M        | 37,43      | Shuhei Tada, Kirara Shiraishi, Yoshihide Kiryū, Abdul Hakin Sani Brown              | JPN                            | 5 oktober 2019   | Doha      |
| Azië                     | V        | 42,23      | Xiao Lin, Li Yali, Liu Xiaomei, Li Xuemei                                           | CHN                            | 23 oktober 1997  | Shanghai  |
| Europa                   | M        | 37,36      | Adam Gemili, Zharnel Hughes, Richard Kilty, Nethaneel Mitchell-Blake                | GBR                            | 5 oktober 2019   | Doha      |
| Europa                   | V        | 41,37      | Silke Gladisch, Sabine Rieger, Ingrid Auerswald, Marlies Göhr                       | Duitse Democratische Republiek | 6 oktober 1985   | Canberra  |
| Oceanië                  | M        | 38,17      | Paul Henderson, Tim Jackson, Steve Brimacombe, Damien Marsh                         | AUS                            | 12 augustus 1995 | Göteborg  |
| Oceanië                  | M        | 38,17      | Anthony Alozie, Isaac Ntiamoah, Andrew McCabe, Joshua Ross                          | AUS                            | 10 augustus 2012 | Londen    |
| Oceanië                  | V        | 42,94      | Ebony Lane, Bree Masters, Ella Connolly, Torrie Lewis                               | AUS                            | 23 maart 2024    | Sydney    |

Bijgewerkt: 14 mei 2024